# 王稳庄镇
王稳庄镇，是中华人民共和国天津市西青区下辖的一个乡镇级行政单位。
2020年7月，全国爱卫会命名王稳庄镇为2017-2019周期国家卫生乡镇。

## 行政区划
王稳庄镇下辖以下地区：
泰康园社区、盛祥园社区、泰祥园社区、盛泰园社区、王稳庄村、东台子村、东兰坨村、杨科庄村、小张庄村、西兰坨村、小韩庄村、二侯庄村、小年庄村、大侯庄村、小金庄村、小泊村、大泊村、小孙庄村和建新村。